# Acacia calcicola
Acacia calcicola là một loài thực vật có hoa trong họ Đậu. Loài này được Forde & Ising miêu tả khoa học đầu tiên.